# Pentacta guinensis
Pentacta guinensis is een zeekomkommer uit de familie Cucumariidae.
De wetenschappelijke naam van de soort werd in 1943 gepubliceerd door Svend Geisler Heding.